# Humoresque (1920)
Humoresque is een Amerikaanse dramafilm uit 1920 onder regie van Frank Borzage.

## Verhaal
De jonge Leon Kantor wil concertviolist te worden. Zijn ouders schrapen het geld bijeen voor een viool en muzieklessen. Leon wordt een groot violist, maar als volwassene komt hij erachter dat mensen meer van hem willen dan alleen muziek.

## Rolverdeling
| Acteur          | Personage                       |
| --------------- | ------------------------------- |
| Gaston Glass    | Leon Kantor (als volwassene)    |
| Vera Gordon     | Mama Kantor                     |
| Alma Rubens     | Gina Berg                       |
| Dore Davidson   | Abraham Kantor                  |
| Bobby Connelly  | Leon Kantor (als kind)          |
| Helen Connelly  | Esther Kantor (als kind)        |
| Ann Wallack     | Esther Kantor (als volwassene)  |
| Sidney Carlyle  | Mannie Kantor                   |
| Joseph Cooper   | Isadore Kantor (als kind)       |
| Maurice Levigne | Isadore Kantor (als volwassene) |
| Alfred Goldberg | Rudolph Kantor (als kind)       |
| Edward Stanton  | Rudolph Kantor (als volwassene) |
| Louis Stern     | Sol Ginsberg                    |
| Maurice Peckre  | Boris Kantor                    |
| Miriam Battista | Minnie Ginsberg                 |
| Ruth Sabin      | Vrouw van Isadore Kantor        |